# Camera di Ussing
La camera di Ussing è un dispositivo utilizzato per misurare il trasporto di ioni attraverso il tessuto epiteliale.
La camera prende il nome dallo zoologo danese Hans Ussing (1911-2000), che la inventò negli anni '50.
Una camera di Ussing consiste di due compartimenti separati dall'epitelio (foglietto epiteliale o monostrato di cellule epiteliali coltivate su supporti permeabili) in esame. Gli epiteli sono composti da cellule polarizzate, cioè che hanno un lato apicale o mucosa e un lato basolaterale o sierosa. In una camera di Ussing è possibile isolare il lato apicale dal lato basolaterale. Le due camere sono riempite con quantità uguali di soluzione di Ringer. In ogni epitelio vi è un trasporto di ioni che si verifica sia dalla parte apicale al lato basolaterale e viceversa. Questo trasporto di ioni produce una differenza di potenziale attraverso l'epitelio. La differenza di potenziale generata viene misurata utilizzando due elettrodi che sono posizionati vicino al tessuto epiteliale.